# Hiller Aircraft

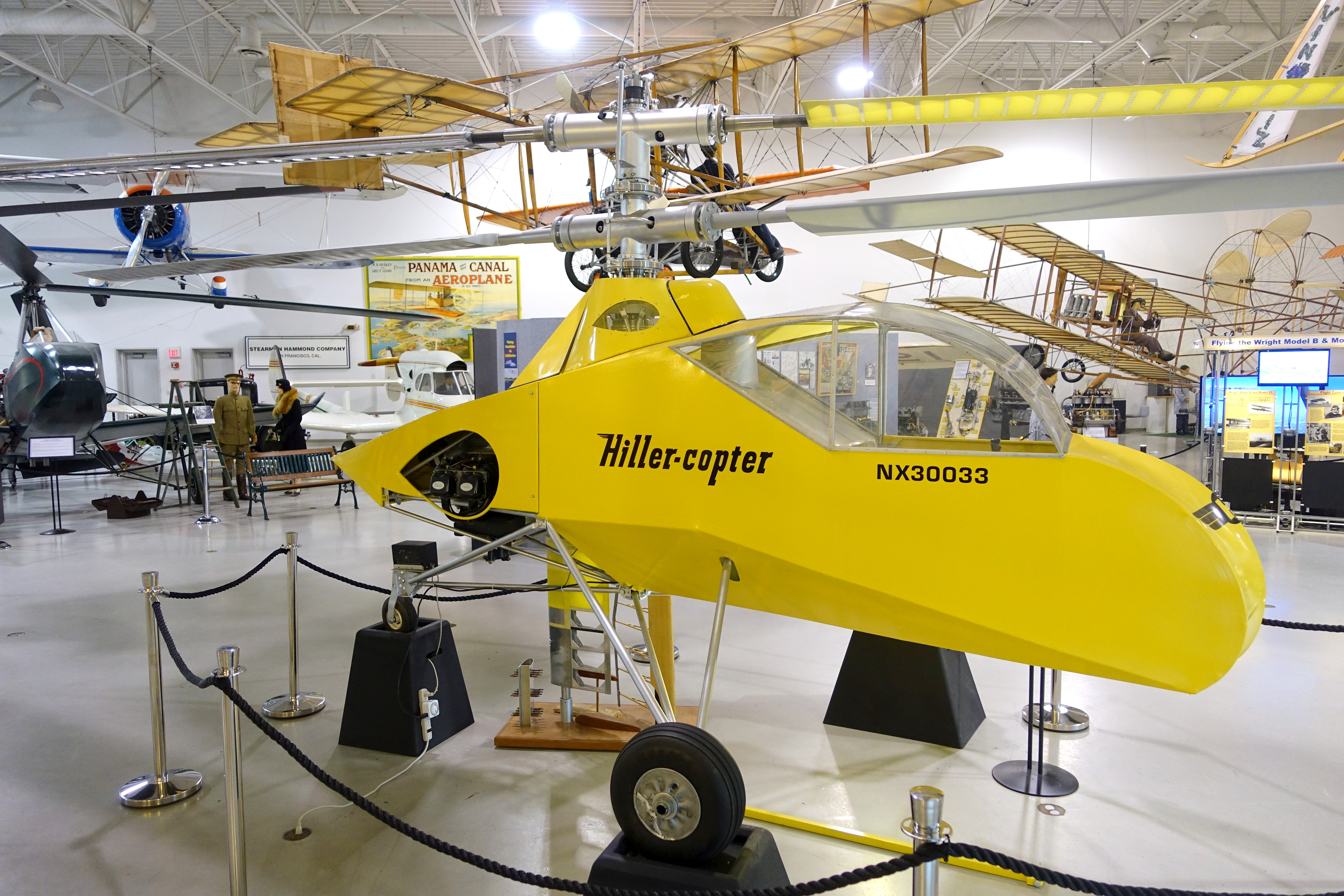
Replika av Hiller XH-44 på Hiller Aviation Museum, San Carlos, Kalifornien i USA

Hiller Aircraft Company var en amerikansk flygplanstillverkare, som grundades av Stanley Hiller 1942 som Hiller Industries för att konstruera helikoptrar.

## Historik
Företaget grundades av den då 17-årige Stanley Hiller i dennes hemstad Berkeley, Kalifornien för att utveckla Hillers konstruktion av helikoptern med koaxialrotorer XH-44 "Hiller-Copter" för den amerikanska armén. I samarbete med Henry J. Kaiser blev företaget United Helicopters 1945. 
United Helicopters utvecklade ett antal innovativa helikoptrar under åren närmast efter andra världskriget för militära och civila ändamål, bland andra sådana med koaxialrotorer och sådana som var stjärtlösa. I januari 1949 blev en Hiller 360 den första civila helikopter som flög kust-till-kust i USA.
Företaget namnändrades till Hiller Helicopters 1948. Det köptes av Fairchild Aircraft 1964.
Stanley Hillers son Jeff Hiller återköpte företaget 1994 tillsammans med thailändska investerare. Företaget har över åren tillverkat fler än 3.000 helikoptrar.